# Donald Francis Tovey

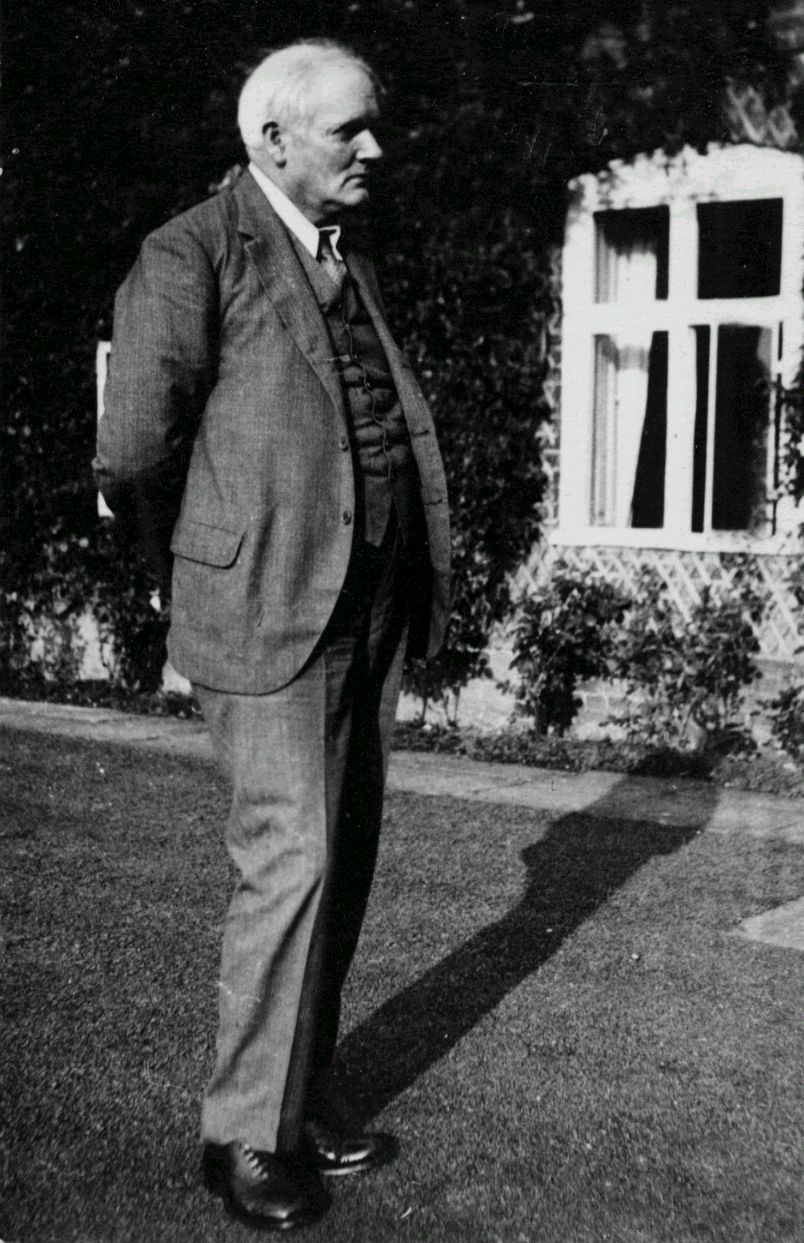
Donald Francis Tovey (1938)

Sir Donald Francis Tovey (* 17. Juli 1875 in Eton/Berkshire; † 10. Juli 1940 in Edinburgh) war ein englischer Pianist, Komponist und Musikwissenschaftler.

## Leben
Tovey studierte bis 1898 an der Universität Oxford Klavier und Kontrapunkt. In den 1900er Jahren trat er mit dem Quartett von Joseph Joachim auf und führte eigene Werke, darunter sein Klavierkonzert, in London, Berlin und Wien auf. Zwischen 1906 und 1912 organisierte er Konzerte in Großbritannien und ganz Europa. Daneben verfasste er eine große Anzahl von Musikartikeln für die Encyclopædia Britannica.
1914 erhielt er als Nachfolger von Friedrich Niecks die Reid-Professur für Musik an der Universität Edinburgh, die er bis zu seinem Tode innehatte. Bekannt wurde Tovey vor allem als Autor der Essays in Musical Analysis, die zwischen 1935 und 1939 erschienen. Er gründete das professionelle Reid Orchestra, das Musiker aus dem Bereich der Universität mit professionellen Praktikern zusammenbrachte und bis in die 1980er Jahre bestand. 1935 wurde Tovey als Knight Bachelor geadelt. Seit 1917 war er Mitglied (Fellow) der Royal Society of Edinburgh.
Seine Oper The Bride of Dionysius wurde 1929 in Edinburgh aufgeführt; die Uraufführung seines Cellokonzertes spielte 1935 Pablo Casals.

## Werke (Auswahl)
- Cello Sonata, 1900
- Klavierkonzert A-Dur, 1903
- Elegiac Variations in memory of Robert Hausmann für Cello und Klavier, 1909
- Sinfonie, 1913
- The Bride of Dionysius, Oper, 1929
- Cello Concerto, 1935

## Publikationen
- The Vitality of Artistic Counterpoint. In: Zeitschrift der Internationalen Musikgesellschaft. Band 7, 1905, S. 365–368.
- Essays in Musical Analysis. 6 Bände, Oxford University Press, London 1935–1939:
  - Band 5: Vocal Music. Oxford University Press, London 1937 (Textarchiv – Internet Archive).
  - Band 6: Supplementary Essays, Glossary and Index. Oxford University Press, London 1939 (Textarchiv – Internet Archive).
- Michael Tilmouth, David Kimbell, Roger Savage (Hrsg.): Donald Francis Tovey: The Classics of Music – Talks, Essays, and Other Writings Previously Uncollected. Oxford University Press, London 2001, ISBN 0-19-816214-6.